# Kenneth Cockrell
Kenneth Dale „Taco“ Cockrell (* 9. April 1950 in Austin, Texas, USA) ist ein ehemaliger US-amerikanischer Astronaut.

## Leben
Geboren in der Hauptstadt des US-Bundesstaates Texas, wuchs Cockrell in der nahegelegenen Kleinstadt Rockdale auf. 1968 schloss er die High School ab und studierte zunächst an der University of Texas Maschinenbau. Nach seinem Bachelor-Diplom, das er im Jahr 1972 erwarb, ging er an die University of West Florida, wo er das Hauptfach Luftfahrttechnik belegte und 1974 einen Master erhielt. Cockrell trat in die US-Marine ein und wurde ab 1975 für drei Jahre als Marinepilot auf der A-7 „Corsair II“ auf den inzwischen ausgemusterten Flugzeugträger Midway versetzt, dessen Route in den Indischen Ozean und den Westpazifik führte. In die USA zurückgekehrt, besuchte Ken die United States Naval Test Pilot School in Patuxent River (Maryland). Nach seiner Ausbildung 1979 blieb er dort bis zum Sommer 1982 als Testpilot. Es schlossen sich mehrere Jahre als Stabsoffizier der Kommandanten der Kampfeinheiten auf der Ranger und der Kitty Hawk an. 1985 wurde er wieder als Pilot (F/A-18 „Hornet“) eingesetzt und unternahm als Mitglied eines Kampfgeschwaders zwei Einsätze auf der Constellation.
Im Jahr 1987 verließ Cockrell den aktiven Militärdienst und nahm im November des Jahres eine Stelle als Luftfahrttechniker und Testpilot am Johnson Space Center (JSC) in Houston an. Bis zum Juli 1990 schulte er die Astronauten auf den Trainingsmaschinen des Typs T-38 „Talon“, flog Vertreter des NASA-Managements hin und her, oder sammelte für Forschungszwecke Luftproben aus der oberen Atmosphäre.

## Astronautentätigkeit
Cockrell wurde mit der 13. Gruppe des NASA-Astronautenkorps im Januar 1990 als Pilotenanwärter für den Space Shuttle vorgestellt. Die Grundausbildung begann im Juli 1990 und dauerte zwölf Monate.
Nur zwei Jahre nach seiner Auswahl wurde Cockrell im Frühjahr 1992 seinem ersten Flug zugeteilt: STS-56, alias ATLAS-2, fand im April 1993 statt. Das neuntägige Unternehmen erforschte die Zusammenhänge im Wechselspiel zwischen Sonne und Erdatmosphäre. Cockrell diente bei diesem Flug (obwohl ausgebildeter Pilot) offiziell nur als Missionsspezialist. Die fünfköpfige Crew arbeitete im Zwei-Schicht-Betrieb, um eine maximale Auslastung der wissenschaftlichen Experimente zu gewährleisten. Kommandant und Pilot waren mit Missionsspezialistin Ochoa im Blauen Team zusammengefasst, während Cockrell mit dem Kollegen Foale das Rote Team bildete. Erforderliche Kurskorrekturen müssen von einem Shuttle-Piloten vorgenommen werden, deshalb stand Cockrell als „dritter Pilot“ seinem Team vor. Im September 1995 unternahm Cockrell, der von seinen Astronautenkollegen „Taco“ gerufen wird, als Pilot von STS-69 seinen zweiten Raumflug. Im Frachtraum befand sich die so genannte Wake Shield Facility (WSF), die während ihres dreitägigen Freifluges neue Halbleitermaterialien herstellen sollte. Außerdem wurde die Astronomieplattform SPARTAN-201 für zwei Tage ausgesetzt, die vornehmlich den Sonnenwind unter die Lupe nahm.
Nur vier Monate später wurde Cockrell als Kommandant von STS-80 nominiert. Bei dem letzten Flug des Jahres 1996 kam zum dritten Mal die WSF zum Einsatz. Außerdem wurde die aus Deutschland stammende Astronomieplattform ORFEUS-SPAS ausgesetzt und gegen Ende des Fluges wieder eingefangen. Dagegen konnten zwei geplante Weltraumausstiege wegen technischer Probleme nicht durchgeführt werden. Danach wirkte Cockrell als Chef des Astronautenbüros, bis er im Herbst 1998 mit dem Training für seinen vierten Flug begann. STS-98 diente dem Ausbau der Internationalen Raumstation (ISS) und erweiterte sie im Februar 2001 durch das US-Modul Destiny.
Bereits ein Vierteljahr später wurde Cockrell seine nächste Mission übertragen. STS-111 war ebenfalls ein Flug zur ISS, der im Juni 2002 durchgeführt wurde. Während der zwei Wochen in der Erdumlaufbahn wurden drei Ausstiege unternommen und die Wachmannschaft der ISS abgelöst.
Das Jahr 2003 verbrachte Cockrell in Russland. Er arbeitete als Verbindungsoffizier im „Sternenstädtchen“ unweit von Moskau und koordinierte die russisch-amerikanischen ISS-Aktivitäten. Danach arbeitete er als stellvertretender Leiter der Flugzeugabteilung des JSC, bis er im Frühjahr 2006 zum Forschungspiloten ernannt wurde. Er leitet das Höhenforschungsprogramm der NASA, die vom Flugplatz des JSC (Ellington Field) mit zwei Flugzeugen vom Typ WB-57 die obere Erdatmosphäre untersucht.
Ken Cockrell ist geschieden und hat mit seiner Ex-Frau Joan zwei Kinder, Tochter Madeline und Sohn Nathaniel.